# Sophie Mackenzie
Pour les articles homonymes, voir Mackenzie.
Sophie Mackenzie, née le 31 mars 1992, est une rameuse néo-zélandaise.

## Palmarès

### Championnats du monde
| Discipline         | Amsterdam 2014 Pays-Bas | Aiguebelette 2015 France |
| ------------------ | ----------------------- | ------------------------ |
| Deux de couple, pl | Or                      | Or                       |